# Royal Rumble (2008)
Royal Rumble (2008) — двадцать первое в истории рестлинг-шоу Royal Rumble, организованное World Wrestling Entertainment (WWE). Оно состоялось 27 января 2008 года в «Мэдисон-сквер-гарден» в Нью-Йорке.
Главным событием стал матч «Королевская битва» 2008 года, в котором приняли участие рестлеры всех трёх брендов. Джон Сина, неожиданный тридцатый участник от Raw, вернувшийся после разрыва грудной мышцы, выиграл матч, выбросив в конце Трипл Эйча, двадцать девятого участника Raw.

## Предыстория

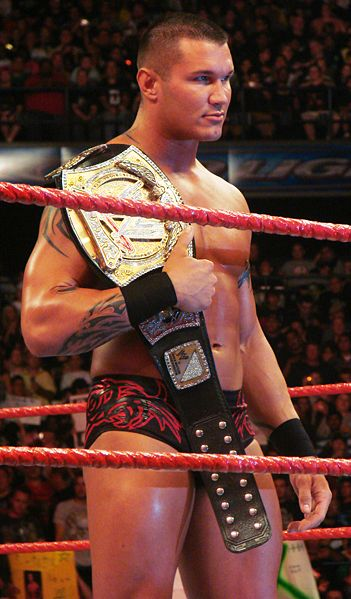
Рэнди Ортон и пояс Чемпиона WWE

Основным боем бренда Raw за пояс Чемпиона WWE должен был стать поединок между Джеффом Харди и Рэнди Ортоном. Пояс принадлежал Рэнди, который завоевал его в Армагеддоне 2007 в результате состязания с Крисом Джерико. Но во время болевого приёма, который проводил Крис Джерико, на ринг выскочил Джон Лэйфилд, который ударил Джерико. Ортон взял пояс и ушёл, а Лэйфилд продолжал избивать Джерико. Той же самой ночью Джефф Харди победил Triple H и получил право сразиться с Рэнди Ортоном за титул Чемпиона WWE. Две недели спустя на Raw 2007 Джефф Харди был в команде с Шоном Майклзом. Они сражались против Рэнди Ортона и Мистера Кеннеди. Команда с Ортоном выиграла благодаря лунной бомбе, проведённой Рэнди на Шоне Майклзе. Две недели спустя Рэнди Ортон снова встречался с Джеффом Харди, но на этот раз Харди взял своё, выполнив вихрь судьбы. 14 января 2008 Джефф Харди согласился сразиться за пояс Межконтинентального Чемпиона с Рэнди Ортоном. Но когда битва началась, Ортон провёл незаконный приём, за что был дисквалифицирован. Но это его не остановило, Рэнди продолжал избивать Джеффа уже за рингом. Дойдя до выхода, Ортон продолжал наносить удары. Ортон задумал с разбегу Джеффу ударить в лицо, но у него это не вышло. Когда он разбежался, Джефф нагнулся и Ортон упал на бетонную плиту. Затем Харди полез на тридцатиметровую башню и прыгнул на Ортона. На следующей неделе в Raw Рэнди Ортон и Джефф Харди «намечали обменяться рукопожатием». Но Харди пожал руку Лилиан Гарсие, Джерри Лоулеру, Джиму Россу и нескольким поклонником в толпе. Расстроенный Ортон приказал пожать ему руку, вместо этого Джефф Харди сделал ему вихрь судьбы.
Главная битва бренда SmackDown! должна была быть между Эджом и Реем Мистерио за пояс Чемпиона Мира в тяжёлом весе. Рей Мистерио выиграл состязание Удар часов у Эджа, победив его за 90 секунд и получив право состязаться в матче за пояс Чемпиона Мира в тяжёлом весе.
Противостояние между Крисом Джерико и Джоном Лэйфилдом началась ещё на Армагеддоне 2007, когда Крис дрался с Ортоном. Когда Крис делал Стену Джерико, Лэйфилд подбежал и с ноги ударил ему в лицо. Следующей ночью на Raw Джерико заявил: «Джон, ты больше не борющийся Бог, ты борющаяся запоздалая мысль». 21 декабря 2007 Джон Лэйфилд перешёл с бренда SmackDown! на бренд Raw. 31 декабря 2007, когда Лэйфилд официально праздновал своё возвращение на Raw, Джерико вышел и прервал его речь, затем они ввязались в ссору. На следующей неделе Крис состязался с Джоном и Снитски в Тройной угрозе. В начале матча бились Крис Джерико и Снитски. Когда первый делал удержание, выскочил Джон Лэйфилд и напал на Криса со спины. Лэйфилд выиграл этот матч, и после он стал душить его проводами. Джерико после этого серьёзно пострадал: у него было поражение гортани, ожоги вокруг шеи, и он не мог говорить в течение недели.
Перед Королевской битвой были проведены квалификационные матчи. Первое состязание прошло 31 декабря 2007. В бою Умага одолел Джима Даггана. На следующей неделе Снитски победил Дрю Гэллоувэя.Triple H не смог победить Рика Флэра, поэтому он ен мог принять участие в Королевской битве. Но Винс МакМэхон дал ему второй шанс — 21 января на Raw. Triple H победил Марка Генри, Снитски и Уильяма Ригала.

### Квалификационные матчи Королевской битвы
| #  | Результат                                                   | Название шоу              | Дата проведения |
| -- | ----------------------------------------------------------- | ------------------------- | --------------- |
| 1  | Умага победил Джима Даггана                                 | WWE Raw                   | 31 декабря      |
| 2  | Снитски победил Дрю Гэллоувэя                               | Raw house show            | 4 января        |
| 3  | Хардкор Холли победил Тревора Мэрдока                       | Raw house show            | 5 января        |
| 4  | Джон Моррисон и Миз победили Джимми Ван Янга и Шеннона Мура | SmackDown!/Raw house show | 6 января        |
| 5  | Хорнсвоггл и Мик Фоли победили Горцев                       | WWE Raw                   | 7 января        |
| 6  | Джейми Нобл победил Чака Палумбо                            | SmackDown!                | 8 января        |
| 7  | Коди Роудс победил Уильяма Ригала                           | Raw house show            | 11 января       |
| 8  | Карлито и Сантино Марелла победили ДХ Смита и Супер Крейзи  | Raw house show            | 12 января       |
| 9  | Шон Майклз победил Тревора Мэрдока                          | WWE Raw                   | 14 января       |
| 10 | Triple H победил Снитски, Марка Генри и Уильяма Ригала      | WWE Raw                   | 21 января       |
| 11 | СМ Панк победил Чаво Герреро                                | Raw house show            | 26 января       |

## Королевская битва 2008

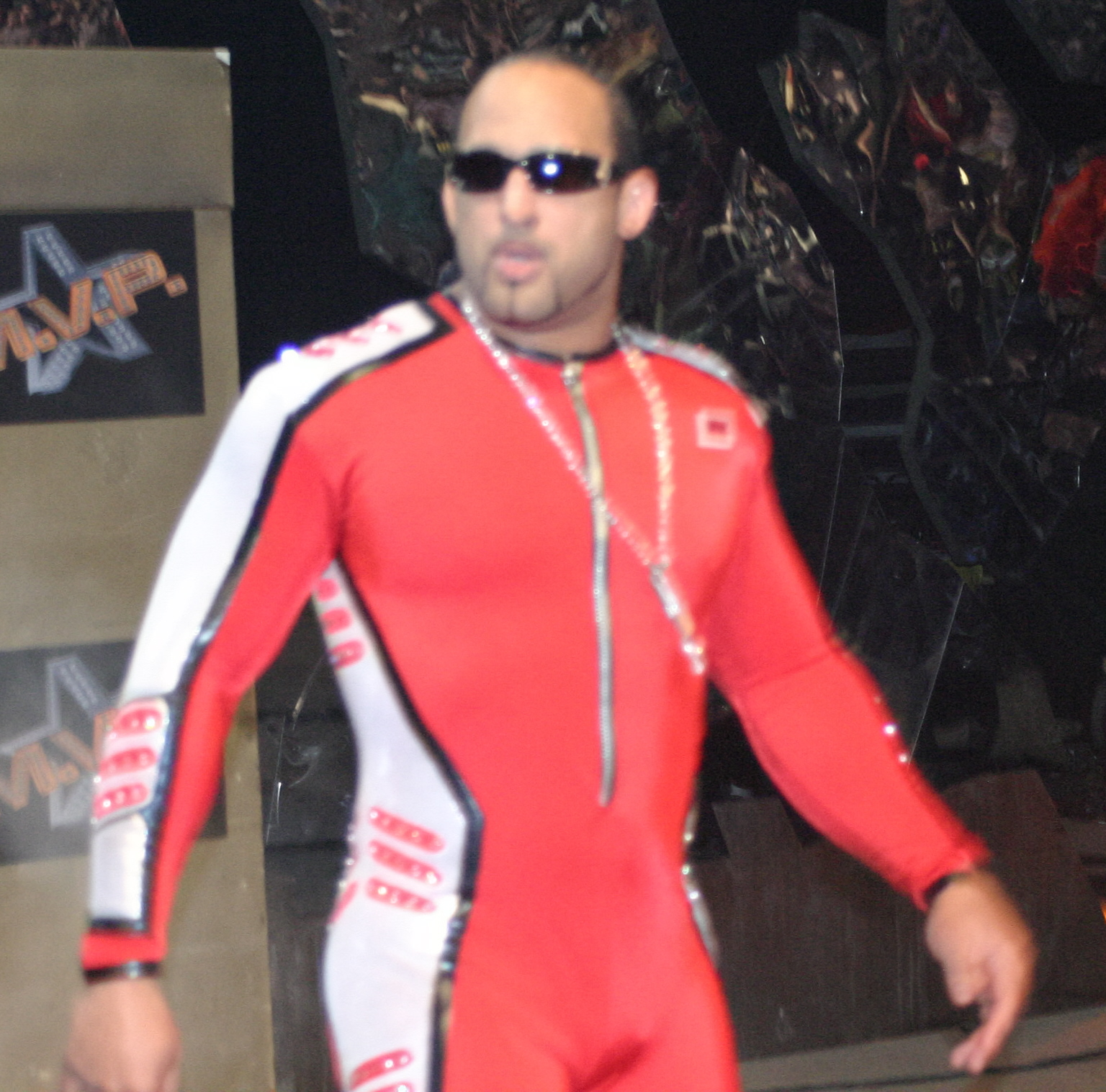
МВП сражался с Риком Флэром

До Королевской битвы 2008 состоялось несколько боев. В одном из них (в Dark матче) Шеннон Мур и Джимми Ван Янг победили Двойку и Домино. В битве, которая получила название Угроза карьеры состязались Рик Флэр и МВП, в которой первый если проигрывал то уходил из WWE. В начале матча Флэр провёл несколько приёмов на левую руку МВП. Затем Рик Флэр попытался сделать захват «Четвёрка», но МВП не позволил сделать ему это. МВП провёл «Большую загрузку», судья стал отсчитывать до трёх, но на счёте два Флэр успел положить ногу на канат. Матч закончился победой Флэра, когда он сделал болевой приём и МВП сдался.

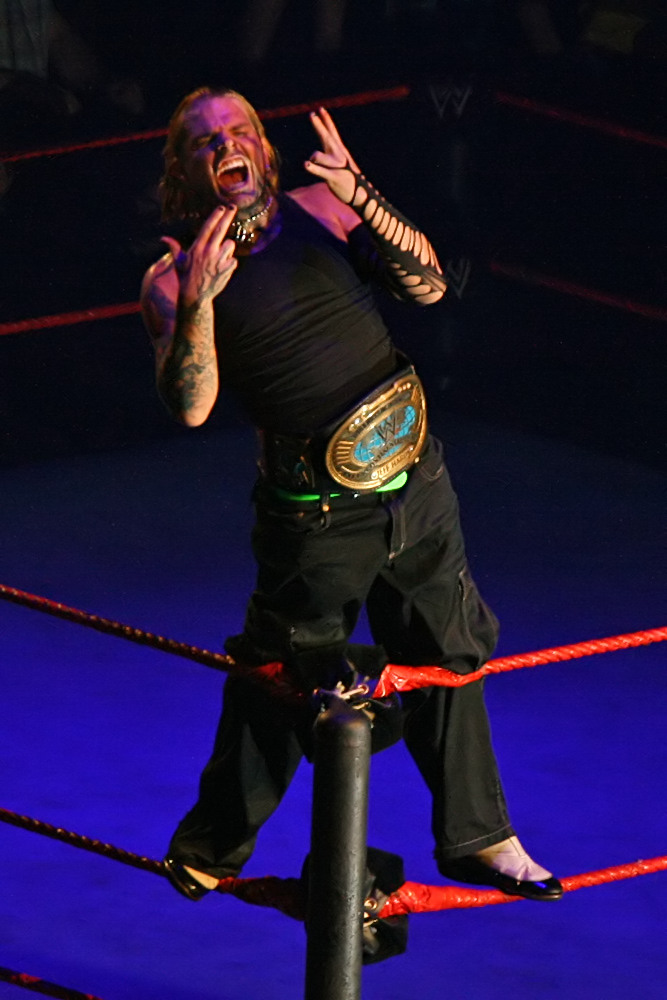
Джефф Харди бился с Рэнди Ортоном за пояс Чемпиона WWE

Во втором матче сражались Джон Лэйфилд и Крис Джерико. В начале Джерико Сделал пару удушающих приёмов, но Лэйфилд добирался до канатов все разы. Затем Джерико выбросил Лэйфилда за ринг. Тот вернулся и бросил Джерико на столб. У Криса пошла кровь. Лэйфилд стал этим пользоваться, ударял по ране ногами и руками. Затем они снова оказались за пределами ринга. Лэйфилд стал готовить стол для приёма на Джерико. Но Крис взял стул и ударил Лэйфилда, за что судья его дисквалифицировал. Джерико это не остановило, затем он стал душить Джона проводами, как тот душил его на еженедельном шоу Raw.
В третьем матче встретились Эдж и Рей Мистерио. Когда Рей Мистерио удерживал Эджа, Вики Герреро встала с кресла и не позволила судье ударить третий раз. Затем Рей провёл начал проводить свой коронный приём 619, когда Вики закрыла собой Эджа. Затем Эдж провёл копье в воздухе и сделал удержание Мистерио.
Четвёртое противостояние было между Джеффом Харди и Рэнди Ортоном за пояс Чемпиона WWE. Джефф поначалу проводил разнного вида воздушные атаки как на ринге, так и за его пределами. Харди начал проводить ещё одну атаку, но Ортон на противоходе сделал ответный приём RKO, после чего последовало удержание.
| Личности:    | Имя:                                            |
| ------------ | ----------------------------------------------- |
| Комментаторы | Джонатан Кочмэн (SmackDown!, Королевская битва) |
| Комментаторы | Майкл Коул (SmackDown!, Королевская битва)      |
| Комментаторы | Джерри Лоулер (Raw, Королевская битва)          |
| Комментаторы | Джим Росс (Raw, Королевская битва)              |
| Комментаторы | Джоуи Стайлз (ECW, Королевская битва)           |
| Комментаторы | Тазз (ECW, Королевская битва)                   |
| Комментаторы | Карлос Кабрера (Испания)                        |
| Комментаторы | Хуго Савинович (Испания)                        |
| Интервьюер   | Майк Адамле                                     |
| Анонс        | Лилиан Гарсия (Raw)                             |
| Анонс        | Джастин Робертс (SmackDown!)                    |
| Анонс        | Майкл Буффер (Королевская битва)                |

Главным состязанием вечера стала Королевская битва. Первыми вышли две суперзвезды WWE: Шон Майклз и Гробовщик. Они продержались около получаса. Майклз выкинул Шелтона Бенджамина третий раз на Королевских битвах. Хорнсвоггл был самым маленьким рестлером из всех. Он весь матч просидел под рингом. Хорнсвоггл помог упасть Мизу, второй раз, когда он хотел помочь упасть Коди Роудсу Марк Хенри и Большой Папочка Ви начали проводить против него приём. Финли, который должен был выходить следующим, выбежал на ринг раньше и атаковал их, что вызвало дисквалификацию Хорнсвоггла и Финли. Впервые с 90-х годов в Королевской битве участвовал Чемпион Мира в тяжёлом весе (последним был Халк Хоган) — Чаво Герреро, который вышел под номером 26. Королевская битва 2008 стала для Кейна десятой, что является рекордом. Развязка битвы наступила, когда на ринге появился Джон Сина. Сина не должен был выступать из-за травмы грудной мышцы, но он вышел последним, под номером 30, что стало торжественным возвращением. Джон Сина вынес Triple H и стал победителем Королевской Битвы 2008. Также он стал победителем, которому потребовалось наименьшее количество времени (8:28), побив рекорд Брока Леснара (8:59).

## Результаты
| №                                                          | Результаты                                                      | Условия                                              | Время |
| ---------------------------------------------------------- | --------------------------------------------------------------- | ---------------------------------------------------- | ----- |
| 1D                                                         | Джимми Ванг Янг и Шеннон Мур победили Дьюса и Домино            | Командный матч                                       | —     |
| 2                                                          | Рик Флэр победил Монтела Вонтавиуса Портера                     | Матч, угрожающий карьере                             | 07:48 |
| 3                                                          | Джон «Брэдшоу» Лэйфилд победил Криса Джерико по дисквалификации | Одиночный матч                                       | 09:23 |
| 4                                                          | Эдж (c) (с Вики Герреро) победил Рея Мистерио                   | Одиночный матч за титул чемпиона мира в тяжёлом весе | 12:34 |
| 5                                                          | Рэнди Ортон (c) победил Джеффа Харди                            | Одиночный матч за титул чемпиона WWE                 | 14:03 |
| 6                                                          | Джон Сина выиграл матч «Королевская битва»                      | Матч «Королевская битва»                             | 51:25 |
| - (ч) – чемпион на начало матча - D – означает тёмный матч |                                                                 |                                                      |       |

### Матч «Королевская битва»
Оранжевым ██ показаны рестлеры бренда Raw, голубым ██ показаны рестлеры SmackDown!, фиолетовым ██ показаны звезды ECW, и белым показаны рестлеры, не имеющие контрактов с брендами.
| #   | Рестлер          | Бренд | # вылета | Рестлер, который выбил | Время |
| --- | ---------------- | ----- | -------- | ---------------------- | ----- |
| 1   | Гробовщик        | SD    | 11       | Шон Майклз             | 32:33 |
| 2   | Шон Майклз       | Raw   | 12       | Мистер Кеннеди         | 32:39 |
| 3   | Сантино Марелла  | Raw   | 1        | Гробовщик              | 00:25 |
| 4   | Великий Кали     | SD    | 2        | Гробовщик              | 01:09 |
| 5   | Хардкор Холли    | Raw   | 6        | Умага                  | 13:46 |
| 6   | Джон Моррисон    | ECW   | 14       | Кейн                   | 29:23 |
| 7   | Томми Дример     | ECW   | 3        | Батиста                | 02:09 |
| 8   | Батиста          | SD    | 28       | Triple H               | 37:40 |
| 9   | Хорнсвоггл       | SD    | 16       | Дисквалифицирован      | 26:57 |
| 10  | Чак Палумбо      | SD    | 5        | СМ Панк                | 04:00 |
| 11  | Джэйми Нобл      | SD    | 4        | Чак Палумбо            | 00:28 |
| 12  | СМ Панк          | ECW   | 17       | Чаво Герреро           | 13:50 |
| 13  | Коди Роудс       | Raw   | 18       | Triple H               | 23:14 |
| 14  | Умага            | Raw   | 26       | Батиста                | 26:05 |
| 15  | Снитски          | Raw   | 10       | Гробовщик              | 12:26 |
| 16  | Миз              | ECW   | 13       | Хорнсвоггл             | 13:07 |
| 17  | Шелтон Бенджамин | ECW   | 7        | Шон Майклз             | 00:18 |
| 18  | Джимми Снука     | —     | 9        | Кейн                   | 02:43 |
| 19  | Родди Пайпер     | —     | 8        | Кейн                   | 01:00 |
| 20  | Кейн             | SD    | 27       | Батиста и Triple H     | 17:58 |
| 21  | Карлито          | Raw   | 22       | Джон Сина              | 15:07 |
| 22  | Мик Фоли         | Raw   | 20       | Triple H               | 11:29 |
| 23  | Мистер Кеннеди   | Raw   | 25       | Батиста                | 13:32 |
| 24  | Биг Дэдди Ви     | ECW   | 19       | Triple H               | 07:49 |
| 25  | Марк Генри       | SD    | 24       | Джон Сина              | 09:12 |
| 26  | Чаво Герреро     | ECW   | 23       | Джон Сина              | 07:33 |
| 27↑ | Финли            | SD    | 15       | Дисквалифицирован      | 00:15 |
| 28  | Элайджа Бёрк     | ECW   | 21       | Triple H               | 02:11 |
| 29  | Triple H         | Raw   | 29       | Джон Сина              | 11:21 |
| 30  | Джон Сина        | Raw   | –        | Победитель             | 08:27 |

↑ Хорнсвоггл провёл весь матч под рингом. После того, как он появился на ринге, Биг Дэдди Ви и Марк Генри начали проводить против него приём. Финли, который должен был выходить следующим, выбежал на ринг раньше и атаковал их, что вызвало дисквалификацию Хорнсвоггла и Финли.
- Во время выхода Томми Дримера, Хардкор Холли висел на стойке и упал на пол, коснувшись пол двумя ногами и прямо перед судьей. Однако он сразу же вернулся в матч

## После битвы
Джон Сина следующей ночью на Raw сказал, что он не хочет ждать до Рестлмании, чтобы сразиться с Рэнди Ортоном. Сина и Ортон пришли к выводу, что они должны биться за титул чемпиона WWE на Нет выхода. В итоге Джон победил Ортона по дисквалификации последнего, но титул остался у Рэнди. Также на Нет выхода 2008 Triple H выиграл Джеффа Харди, после этой победы он удостоился права сразиться с Рэнди Ортоном на Рестлмании за титул Чемпиона WWE. На Рестлмании Ортон выиграл Джона Сину и Triple H в Тройной угрозе.
Рей Мистерио получил пересостязание с Эджем за право носить пояс Чемпиона WWE на Нет выхода, но матч не состоялся по причине повреждения бицепса Рея, Эдж выиграл пояс. Гробовщик выиграл матч с Батистой на SmackDown! и получил право сразиться с Эджем на Рестлмании. В итоге на Рестлмании Гробовщик 16-й раз подряд выиграл, победив Эджа своим коронным приёмом удушения.
Рик Флэр выиграл МВП, когда последний крикнул Я сдаюсь! в матче Угроза карьеры. Поэтому Флэр оставался. Затем на Нет выхода он сражался с Мистером Кеннеди также в матче Угроза карьеры. Выиграв этот матч, Флэр снова остался. И наконец на Рестлмании Флэр проиграл матч Угроза карьеры Шону Майклзу, итогом чего означало, что он должен покинуть WWE навсегда.